# Чинто-Каомаджоре
Чинто-Каомаджоре (итал. Cinto Caomaggiore) — коммуна в Италии, располагается в провинции Венеция области Венеция.
Население составляет 3168 человек, плотность населения составляет 151 чел./км². Занимает площадь 21 км². Почтовый индекс — 30020. Телефонный код — 0421.
Покровителем коммуны почитается святой Власий Севастийский, празднование 3 февраля.